# Pomatorhinus mcclellandi
Pomatorhinus mcclellandi là một loài chim trong họ Timaliidae.